# ラドムリ
ラドムリ（ロシア語: Радомль）は中世ルーシの都市である。
ラドムリは東スラヴの部族ラヂミチ族によってソジ川沿いに建設され、キエフ大公国政権下に組み込まれた。その後ムスチスラヴリ公国領を経てリトアニア大公国領となった。ラドムリは主要な交易中心地の1つであり、17世紀までは城が存在していたが、ロシア・ポーランド戦争（ポーランド史における大洪水時代）時に破壊された。現在は都市はなく、当時の都市の近くにラドムリャ村(ru)（現ベラルーシ・マヒリョウ州チャウスィ地区(ru)）がある。